# Dasyatis matsubarai
Espèce
Statut de conservation UICN

 DD  : Données insuffisantes
Dasyatis matsubarai est une espèce de raie.